# Critics' Choice Television Award
De Critics' Choice Television Award is een Amerikaanse televisieprijs die jaarlijks wordt uitgereikt door de Broadcast Television Journalists Association (BTJA). De Critics' Choice Television Awards werden opgericht in 2011 en de eerste ceremonie werd gehouden op 20 juni 2011, en live gestreamd op VH1.com. De vierde ceremonie werd live uitgezonden, voor het eerst in de award geschiedenis op 19 juni 2014 op The CW. In oktober 2014 kreeg het A&E Network exclusieve rechten om de televisie- en filmprijzen uit te zenden in 2015 en 2016.

## Categorieën
De prijzen worden uitgereikt in de volgende categorieën:
- Beste acteur in een comedyserie (sinds 2011)
- Beste acteur in een dramaserie (sinds 2011)
- Beste acteur in een film/miniseries (sinds 2012)
- Beste actrice in een comedyserie (sinds 2011)
- Beste actrice in een dramaserie (sinds 2011)
- Beste actrice in een film/miniseries (sinds 2012)
- Beste animatieserie (sinds 2011)
- Beste comedyserie (sinds 2011)
- Beste dramaserie (sinds 2011)
- Beste gastperformer in een comedyserie (2012-2016)
- Beste gastperformer in een dramaserie (2012-2016)
- Beste film/miniserie (sinds 2012)
- Beste realityserie (2011-2015)
- Beste realityserie – competitie (sinds 2011)
- Beste realityshow host (sinds 2011)
- Beste gestructureerde realityshow (sinds 2015)
- Beste mannelijke bijrol in een comedyserie (sinds 2011)
- Beste mannelijke bijrol in een dramaserie (sinds 2011)
- Beste mannelijke bijrol in een film/miniserie (sinds 2013)
- Beste vrouwelijke bijrol in een comedyserie (sinds 2011)
- Beste vrouwelijke bijrol in een dramaserie (sinds 2011)
- Beste vrouwelijke bijrol in een film/miniserie (sinds 2013)
- Beste talkshow (sinds 2011)
- Beste ongestructureerde realityshow (sinds 2015)
- Meest opwindende nieuwe serie (2011-2016)